# Тампонування рани

Тампонування рани з метою зупинки кровотечі

Тампонування рани — процедура, яка проводится з метою зупинки критичної кровотечі з рани, методом заповнення її порожнини гемостатичним (кровоспинним) бинтом (марлевим бинтом, або імпровізованим матеріалом) в поєднані з тиском на джерело кровотечі. Найчастіше виконується військовими в рамках надання допомоги пораненим під час військових дій, робітниками екстренної медичного допомоги або службами порятунку.
Процедура проводиться при зовнішніх кровотечах, які можна зупинити тиском, у випадку, коли неможливо застосувати турнікет для кінцівки (місця, де турнікет не може бути ефективно накладений), якщо турнікет недоступний, або при кровотечі з ран, які не потребують турнікета. Гемостатичний бинт з компресійним бандажем (тиснучою пов'язкою) або без нього може використовуватися для зупинки вузлових кровотеч, які можна зупинити тиском. При процедурі конверсії турнікета, саме за рахунок правильно виконаної процедури тампонування рани, можливо швидше зняти попередньо накладений турнікет на кінцівку, тим самим уникнути можливі ускладнення (так званий пост-турнікетний синдром).

## Історія
З початку військових конфліктів в Афганістані та Іраку в 2001 році було зроблено багато медичних досягнень у військовій травматологічній допомозі, щоб зменшити захворюваність і смертність на основі більш ніж 52 000 бойових втрат США. Незважаючи на ці нещодавні досягнення, крововтрата залишається основною причиною бойових смертей і є другою основною причиною смерті після черепно-мозкових травм у цивільному секторі. Величезна кількість досліджень і розробок щодо контролю кровотечі за останні 15 років була зосереджена на контролі кровотечі з кінцівок, оскільки травмовані з цими рани потенційно можуть вижити. Дослідження та розробки місцевих гемостатичних засобів швидко розширилися з 2000 року, і більшість доказів підтверджує їх ефективність порівняно зі звичайною марлею для контролю сильних кровотеч. Крім того, було досягнуто значного прогресу в обізнаності щодо травм, освіті та навчанні всього військового персоналу правильному використанню джгутів і кровоспинних пов'язок для зупинки сильної кровотечі та запобігання шоку та смерті. Гемостатичні пов'язки є цінним доповненням для контролю зовнішньої кровотечі, коли джерело кровотечі є місцем, яке не піддається накладенню джгута, наприклад, у ділянках з'єднання (тобто на шиї, пахвовій западині та паху).
Гемостатичні (кровоспинні) засоби та перев'язувальні матеріали були впроваджені в Керівні принципи тактичної бойової допомоги пораненим (TCCC) з 2003 року. Гемостатичні пов'язки є лише одним елементом, поряд із компресійними (тиснучими) пов'язками, джгутами, оклюзійними налпками на грудну клітку тощо, які містяться в індивідуальній військовій аптечці.
Початкові рекомендації TCCC 1996 року не містили гемостатичних засобів, схвалених Управлінням з контролю за харчовими продуктами та ліками США (FDA), що б застосовувалися для лікування на полі бою (на догоспітальному етапі). У наступних дослідженнях кровоспинного засобу мета полягала в тому, щоб розробити ефективний продукт для зупинки великої кровотечі протягом декількох хвилин, який був би безпечним для пораненого та медика; легко застосовувати медиками або піхотинцями; легкий, міцний і з тривалим терміном зберігання; і недорого. Зрештою, до перегляду рекомендацій TCCC 2003 року було повідомлено, що ряд гемостатичних продуктів є ефективними для контролю масивної кровотечі на тваринних моделях. Двома основними агентами, обраними для використання на поранених на полі бою, були пов'язка на основі хітозану HemCon (HemCon Medical Technologies, Портленд, Орегон) і цеолітовий порошок QuikClot (Z-Medica, Wallingford, CT). Обидва препарати вважалися однаково ефективними для контролю сильної кровотечі на основі цих початкових доклінічних досліджень, але на той час жоден препарат не вважався більш ефективним. Однак, виходячи зі спостережень військових хірургічних груп, опіки першого, другого та третього ступенів спостерігалися в навколишніх тканинах після використання QuikClot. Швидка екзотермічна реакція виникає, коли кров контактує з гранулами QuikClot (цеоліт) під час нанесення на рани м'яких тканин, що може призвести до опіків. Через несприятливі побічні ефекти гранул QuikClot Комітет з тактичної бойової допомоги пораненим (CoTCCC) вирішив призначити пов'язку HemCon як початковий кровоспинний засіб вибору.
У редакції рекомендацій TCCC 2006 року всім учасникам бойових дій було рекомендовано носити пов'язки HemCon і гранули QuikClot, але QuikClot слід було використовувати як допоміжний засіб, якщо HemCon не був ефективним або був недоступний.
Після перегляду рекомендацій TCCC 2006 року, опублікованих у посібнику Prehospital Trauma Life Support, серія нових гемостатичних засобів/перев'язувальних засобів була оцінена на ефективність як в Інституті хірургічних досліджень армії Сполучених Штатів, так і в Навальному медичному дослідницькому центрі. Результати обох досліджень показали, що 2 нові засоби/пов'язки, QuikClot Combat Gauze (Z-Medica) і WoundStat (TraumaCure, Bethesda, MD), були незмінно ефективнішими, ніж раніше рекомендовані засоби TCCC (HemCon і QuikClot). Отже, CoTCCC проголосував за рекомендацію QuikClot Combat Gauze як препарату першої лінії для лікування небезпечної для життя кровотечі, яка не піддається накладенню джгута. WoundStat було рекомендовано як резервний агент. Основною причиною такого порядку пріоритету було те, що медики та санітари висловили свою перевагу гемостатику марлевого типу, оскільки порошки чи гранули погано діють на рани, у яких судина, що кровоточить, знаходиться на дні вузького ранового тракту або у вітряному середовищі на полі бою. WoundStat, гранульований агент, пізніше було вилучено з рекомендацій TCCC як резервний агент для QuikClot Combat Gauze через емболічні, тромботичні та тканинні ускладнення, про які повідомлялося в подальших тестах на тваринах
Після квітня 2008 р. і до 2014 р. офіційний огляд нових гемостатичних засобів/перев'язувальних матеріалів не проводився. Пізніше на підставі огляду наукової літератури CoTCCC проголосував за додавання Celox Gauze та ChitoGauze Pro (HemCon Medical Technologies, Портленд, Орегон) до Керівництва TCCC разом із QuikClot Combat Gauze. Завдяки своїй ефективності та зручності у використанні, QuikClot Combat Gauze залишається основносновним гемостатичним засобом у рекомендаціях TCCC з 2008 року.
Новий схвалений FDA гемостатичний продукт під назвою XStat (RevMedx, Wilsonville, OR) був доданий до рекомендацій CoTCCC у 2015 році. Докази його ефективності базуються на доклінічних дослідженнях на тваринах і простоті використання приладу при використанні. Цей унікальний продукт був розроблений, щоб заповнити прогалину в контролі кровотечі в глибоких ранах або ранах з вузьким входом. Цей шприц-пристрій поміщає гемостатичні губки, що не розсмоктуються, розширюються, призначені для тимчасового внутрішнього використання, у рани, що не стискаються, і які не піддаються накладанню джгута для зупинки кровотечі. Міні-губки розширюються при контакті з кров'ю, заповнюючи порожнину рани та створюючи фізичний бар'єр і тиск, що сприяє утворенню згустку.

## Матеріали для тампонування рани

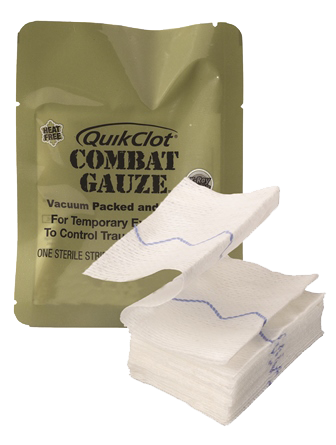
Гемостатичний бинт QuikClot Combat Gauze, складений Z-подібним чином, має рентгенконтрасну нитку (синього кольору)

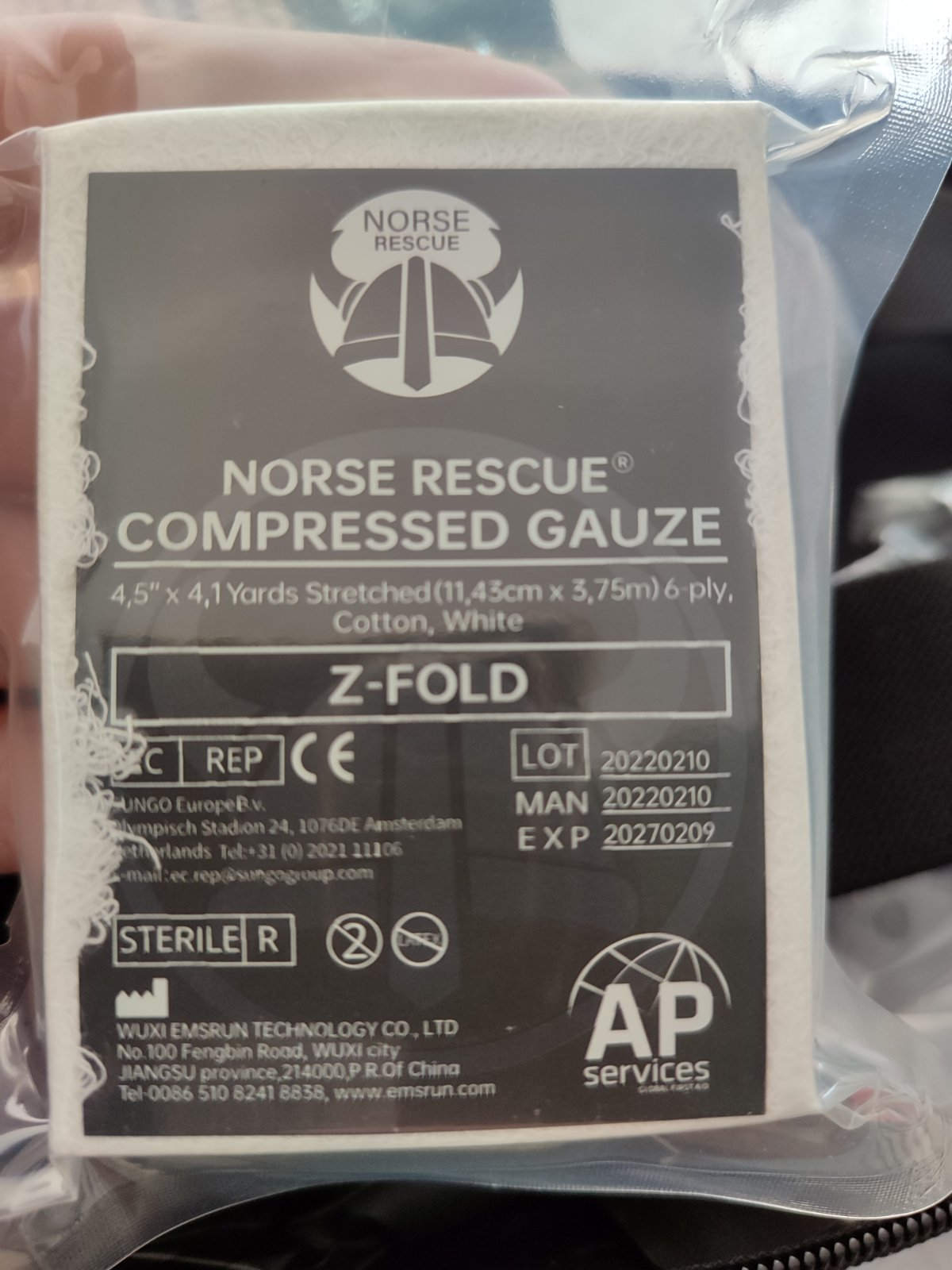
Пресована стерильна марля, складена Z-подібним чином

Для тампонування рани з метою зупинки кровотечі можуть використовуватися:
- Гемостатичний бинт (зазвичай Z-подібно складений для більш зручного використання)[1]
- Стерильная марля (спеціальна пресована, Z-подібно складена для більш зручного використання або звичайна), або марлевий бинт чи марлеві серветки[8]
- Чиста тканина[9]

Гемостатичні пов'язки, рекомендовані CoTCCC, включаючи Combat Gauze®, ChitoGauze® і Celox™ Gauze, безпечні та містять активні інгредієнти, які сприяють згортанню крові в місці активної кровотечі. Щоб ефективно утворити згусток і зупинити кровотечу, рану необхідно затампонувати гемостатичною пов'язкою — для максимального контакту з активним джерелом кровотечі — та здійснювати прямий тиск на рану протягом щонайменше 3 хвилин. IFAK (індивідуальна тактична аптечка військовослужбовця) містить один гемостатичний бинт та один сухий стерильний бинт.
Місцевий кровоспинний засіб рекомендується застосовувати у вигляді марлі, а не у вигляді порошку, який наноситься безпосередньо на рану. Марля без кровоспинного агента може бути настільки ж ефективною для тампонування ран, як і марля, оброблена гемостатичним агентом. Для великих ран може знадобитися кілька марлевих пов'язок, щоб повністю затмпонувати рану. Накладіть стільки марлі, скільки поміститься в рану, і, якщо можете, натисніть ще більше.
Не потрібно використовувати для тампонування рани гігієнічні жіночі тампони або ватні тампони, тому що не створять необхідний внутрішньораньовий тиск та не адсорбують достаню кількість крові у порівнянні зі звичайною марлею.

## Техніка виконання
Застереження. Не тампонуйте гемостатичним бинтом рани грудної клітки.

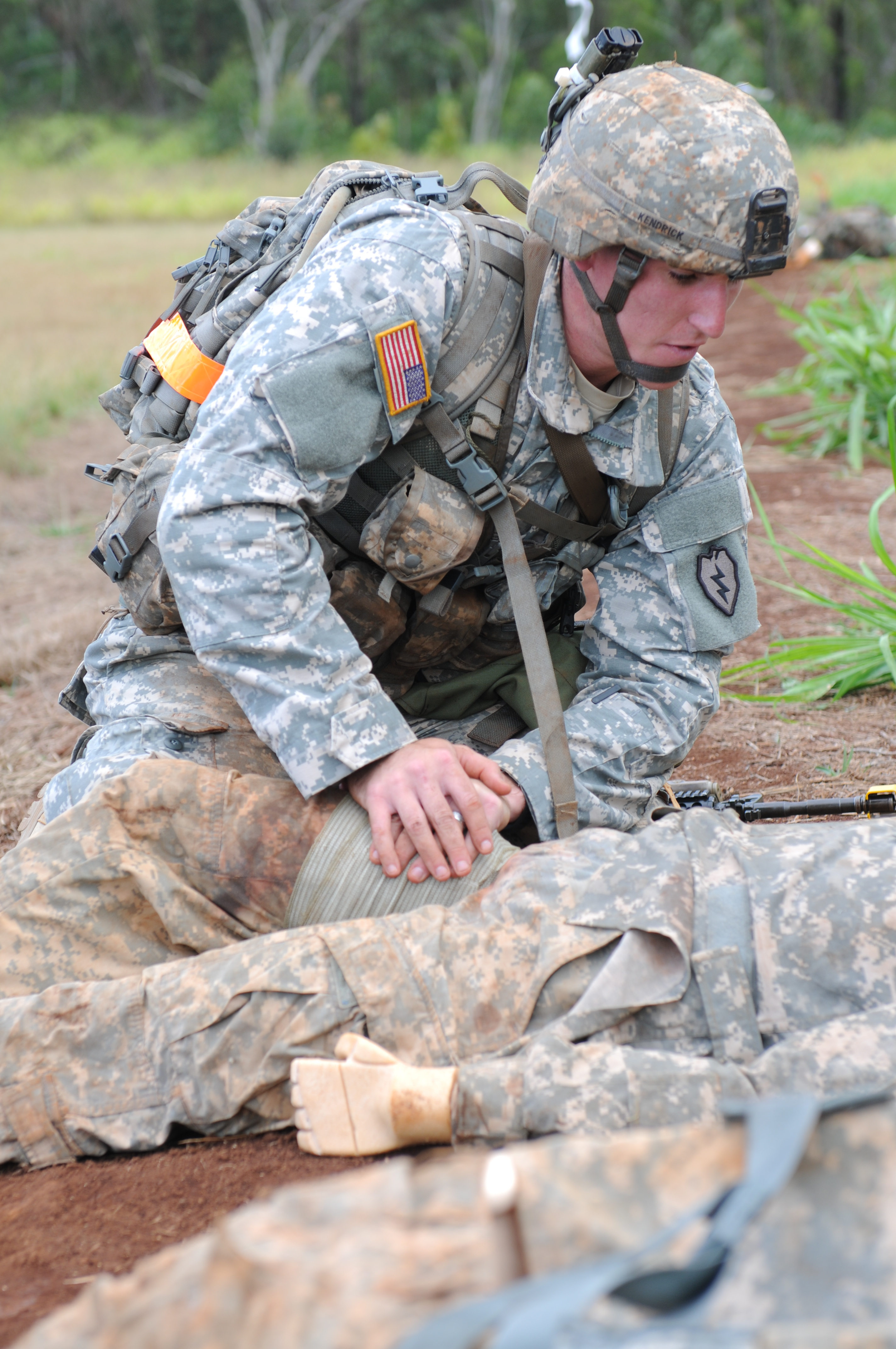
Військовий чиниить тиск на рану під час тренувань по тактичній медицині

Перед початком тампонування рани потрібно визначити точне джерело кровотечі та затиснути його прямими тиском, поки готується бинт для тампонування. Рана тампонуется зберігаючи постійний прямий тиск на джерело кровотечі (важливий аспект для ефективної процедури). Порожнина рани щільно тампонується бинтом до поки, бинт не буде виглядати з рани на 2.5-5 см. Після цього потрібно створити прямий тиск на рану не менше ніж на 3 хвилини (навіть якщо бинт гемостатичний). Якщо рана велика, потрібно її затампонувати використовуючи декілька бинтів. Далі проводится оцінка еффективности проведеної процедури — зупинилась кровотеча з рани чи ні. Після того, як є впевненість, що кровотеча з рани зупинилася, додатково можна накласти тиснучу пов'язку використовуючи наприклад компресійну пов'язку типу ізраїльский бандаж. Додатково перевіряется пульсація артерій в дистальній частині кінцівки, щоб впевнитися в адекватності кровотоку в кінцівці.

## Ускладення
Основне ускладнення при виконання процедури тампонування рани — кровотеча яка продовжується.
Якщо кровотечу не вдалося зупинити:
- Якщо рана затампонована гемостатичною пов'язкою, виймають попередній тампонувальний матеріал і наново тампонують рану
- Якщо рана затампонована бинтом або іншими матеріалами, накладується додатковий бинт/матеріали та притискається рана (ще на 3 хвилини), доки кровотеча не зупиниться.